# 1585
1585 (MDLXXXV) byl rok, který dle gregoriánského kalendáře započal úterým.
Podle židovského kalendáře došlo k přelomu let 5345 a 5346. Podle islámského kalendáře započal dne 23. prosince rok 994. 

## Události

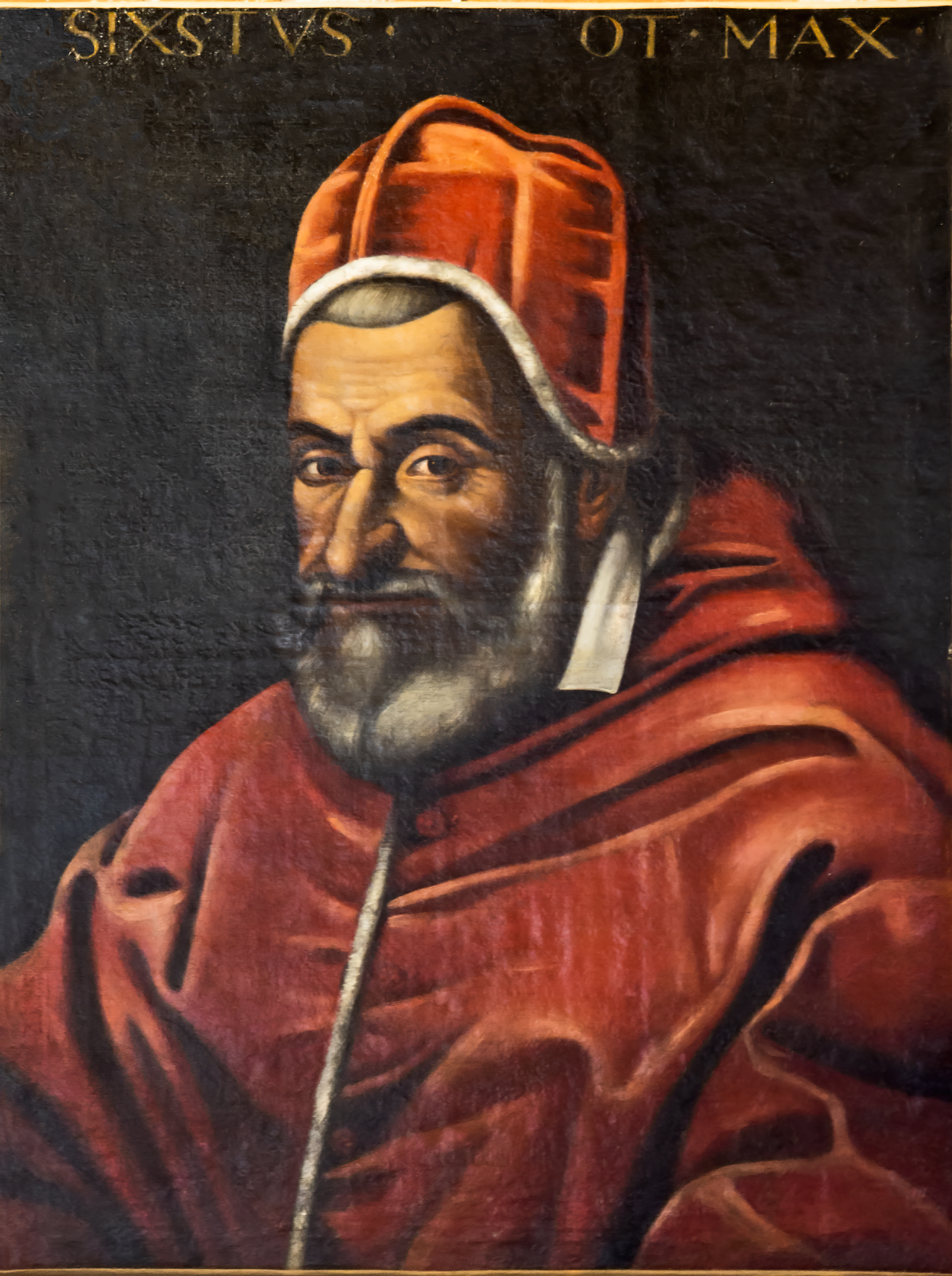
Sixtus V. byl zvolen 227. papežem

- Leden – Nizozemsko přijalo gregoriánský kalendář
- Únor – Španělsko dobyloBruselský region
- 24. dubna – Sixtus V. se stal 227. papežem
- 19. května – Španělsko zabavilo všechny anglické lodě ve svých přístavech. Tento krok je považován za začátek Anglo-španělské války.
- 11. června – Zemětřesení o síle 9,3 stupně na Aleutských ostrovech vyvolalo v Tichém oceánu vlnu tsunami, která v Japonsku a na Havaji zabila mnoho lidí. Přesný počet obětí není znám.
- 7. července – Edikt z Nemours nutí francouzského krále Jindřicha III. kapitulovat ve prospěch Katolické ligy. Začala tzv. Válka tří Jindřichů.
- 8. srpna – Anglický mořeplavec John Davis proplul do zálivu Cumberland Sound na Baffinově ostrově a oficiálně vznikl Severozápadní průjezd.
- 14. srpna – Anglická královna Alžběta I. souhlasila se vznikem protektorátu v Nizozemsku.
- 28. listopadu – Anglo-španělská válka: Ostrov Santiago a Kapverdy dobyl Francis Drake a staly se anglickou kolonií.
- 1. prosince – Hadim Mesih Paša byl jmenován osmanským velkovezírem.

### Neznámé datum
- Invaze v Šikoku: Japonský samuraj Hidejoši Tojotomi dobývá ostrov Šikoku, kterému do té doby vládl Motočika Čósokabe.
- Bylo založeno království Luba (na území dnešní Demokratické republiky Kongo).
- Z roku 1585 pochází první písemná zmínka o komerčním importu čokolády do Evropy z mexického Veracruzu do španělské Sevilly.

### Probíhající události
- 1562–1598 – Hugenotské války
- 1568–1648 – Osmdesátiletá válka
- 1568–1648 – Nizozemská revoluce
- 1585–1587 – Válka tří Jindřichů
- 1585–1604 – Anglo-španělská válka

## Narození

### Česko
- 23. srpna
  - Jan mladší Skrbenský z Hříště, český šlechtic († 5. března 1665)
  - Václav Slavibor Skrbenský z Hříště, český šlechtic († 1619)
- 2. listopadu – Rudolf Colloredo, generál a maršál císařské armády († 24. února 1657)
- neznámé datum
  - Daniel Basilius z Deutschenberka, český matematik a fyzik († 25. června 1628)
  - Jan Ctibor Kotva z Freifelsu, probošt litoměřické kapituly († 29. září 1637)

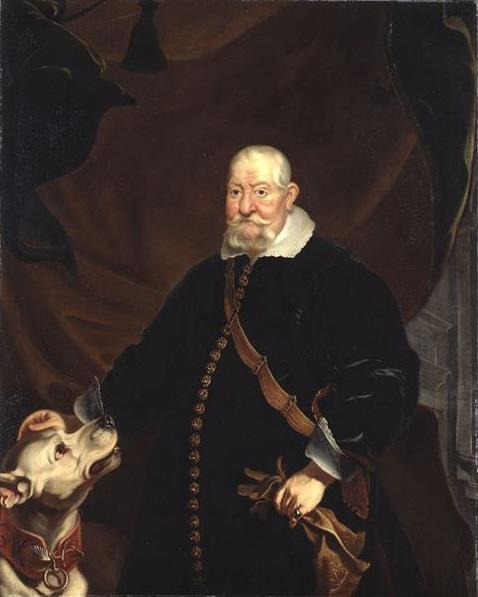
Jan Jiří I. Saský (* 5. března)

### Svět
- 23. ledna – Mary Ward, anglická řeholnice, zakladatelka Kongregace Ježíšovy († 30. ledna 1645)
- 27. ledna – pokřtěn Hendrick Avercamp, nizozemský malíř (pohřben 15. května 1634)
- 11. února – Angelo Caroselli, italský barokní malíř († 8. dubna 1652)
- 26. února – Federico Cesi, italský vědec († 1. srpna 1630)
- 02. března – Svatý Jan Macías, dominikánský misionář v Peru († 16. září 1645)
- 05. března – Jan Jiří I. Saský, saský kurfiřt († 8. října 1656)
- 07. července – Thomas Howard z Arundelu, anglický šlechtic, sběratel umění († 4. října 1646)
- 09. září – Armand-Jean du Plessis de Richelieu, kardinál a francouzský první ministr († 4. prosince 1642)
- 04. října – Anna Tyrolská, manželka Matyáše Habsburského, česká a uherská královna († 14. prosince 1618)
- 11. října – Johann Heermann, slezský básník a evangelický kazatel († 17. února 1647)
- 18. října – Heinrich Schütz, německý hudební skladatel († 6. listopadu 1672)
- 28. října – Cornelius Jansen, nizozemský římskokatolický duchovní a teolog († 6. května 1638)
- neznámé datum
  - Ján Filický, slovenský humanistický básník († 1622)
  - Kateřina de Mayenne, francouzská šlechtična a mantovská vévodkyně († 8. března 1618)
  - Bedřich z Teuffenbachu, rakouský šlechtic ze Štýrska († 27. května 1621)
  - Nicolò Sebregondi, italský architekt a malíř († 1652)
  - Giulio Cesare Vanini, italský renesanční filozof († 9. února 1619)
  - Jacob Le Maire, holandský kupec a mořeplavec († 1616)
  - Kristián von Ilow, braniborský šlechtic a polní maršál († 25. února 1634)
  - Jacques Lemercier, francouzský architekt († 13. ledna 1654)
  - Kodžiró Sasaki, japonský šermíř († 13. dubna 1612)
  - Lan Jing, čínský malíř mingského období († 1664)
  - Tchan Jüan-čchun, čínský literární kritik († 1637)
  - Šehzade Yahya, syn osmanského sultána Murada III. († 1649)

## Úmrtí

### Česko
- 02. května – Šebestián Freytag z Čepiroh, nižší šlechtic a člen maltézského řádu (* 1533)
- 17. května – Václav Zelotýn z Krásné Hory, matematik a lékař (* 1532)
- 07. července – Jetřich Berka z Dubé, český šlechtic (* asi 1552)
- 13. prosince – Eli'ezer ben Elija Aškenazi, rabín, talmudista, lékař, cestovatel (* 1512)

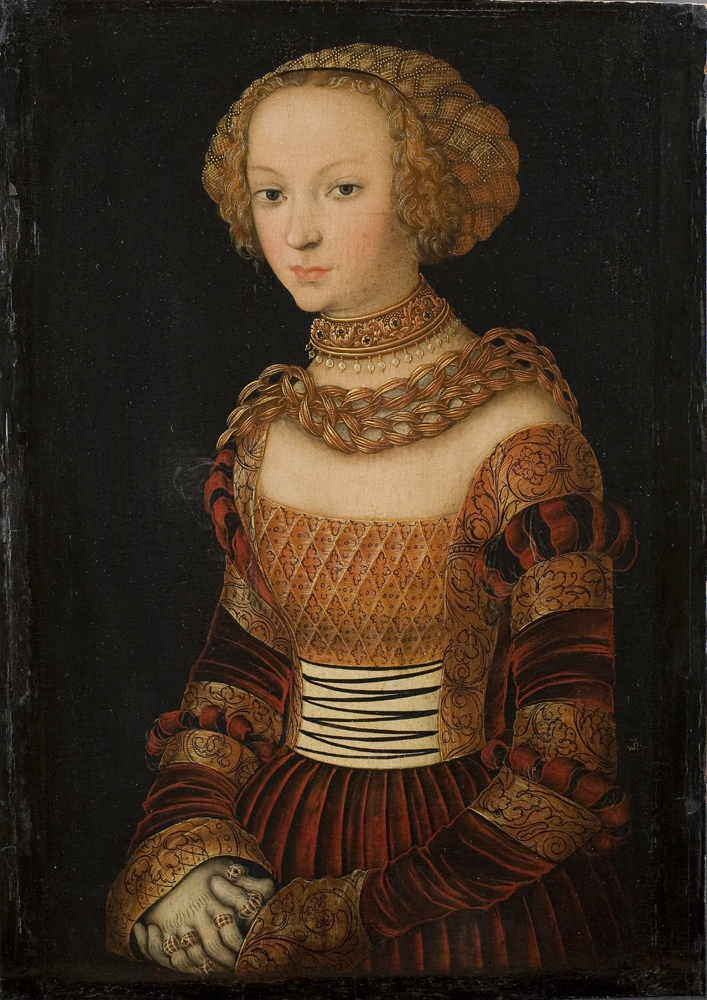
Anna Dánská († 1. října)

#### Svět
- 12. února – Tomáš Jordán z Klausenburku, sedmihradský lékař, balneolog a epidemiolog (* 1540)
- 10. dubna – Řehoř XIII., papež (* 1. ledna 1502)
- 23. června – Martin Gerstmann, vratislavský biskup (* 8. března 1525)
- 06. srpna – Jermak Timofějevič, kozácký ataman a dobyvatel Sibiře (* ?)
- 07. srpna – Ismihan Sultan, osmanská princezna a dcera sultána Selima II. (* 1544)
- 06. září – Luca Cambiaso, italský malíř pozdního manýrismu (* 18. listopadu 1527)
- 01. října – Anna Dánská, dánská princezna a saská kurfiřtka (* 22. listopadu 1532)
- 27. listopadu – Ambrosius Lobwasser, německý humanista, spisovatel a básník (* 4. dubna 1515)
- 29. listopadu – Terumune Date, japonský vládce (* 1544)
- 03. prosince – Thomas Tallis, anglický hudební skladatel (* 1505)
- 28. prosince – Pierre de Ronsard, francouzský básník (* 11. září 1524)
- neznámé datum
  - leden – Wenzel Jamnitzer, německý zlatník, kovolitec a rytec (* 1507/08)
  - Olivier Brunel, vlámský objevitel, cestovatel a obchodník (* asi 1552)

## Hlavy států
- České království – Rudolf II.
- Svatá říše římská – Rudolf II.
- Papež – Řehoř XIII.; následně po něm nastoupil Sixtus V.
- Anglické království – Alžběta I.
- Francouzské království – Jindřich III. Francouzský
- Polské království – Štěpán Báthory
- Uherské království – Rudolf II.
- Osmanská říše – Murad III.
- Perská říše – Muhammad Chodábende